# Oderisio da Benevento
Oderisio da Benevento, in latino Oderisius Beneventanus (Benevento, fine XI secolo – 1151 circa), è stato uno scultore e fonditore italiano.

## Vita e opere
Pressoché nulla si conosce della vita di Oderisio, famoso per essere stato l'artefice delle due porte bronzee della Cattedrale di Troia: la Porta maggiore o Porta della Prosperità del 1119 e quella laterale ovest o Porta della Libertà del 1127. Entrambe le opere sono firmate e datate. 
Le ante bronzee del portale principale sono divise in 28 formelle (alcune rifatte nel 1573), nelle quali Oderisio utilizzò sia la tecnica dell'agemina, sia la fusione di pezzi a forte rilievo, con un interessante effetto tra il plastico ed il pittorico. Tra i personaggi rappresentati ci sono i santi patroni della città e poi il vescovo Guglielmo, principale patrocinante della costruzione della cattedrale, e lo stesso Oderisio da Benevento. Nella quarta fila al centro ci sono due draghi dalle forme guizzanti con la bocca aperta a mostrare i denti aguzzi da cui pende un anello. Di grande effetto anche le otto maschere leonine. Nelle ante del portale laterale invece sono raffigurati in ventiquattro pannelli dalla tecnica meno elaborata gli otto vescovi predecessori di Guglielmo, quattro mascheroni leonini e iscrizioni dedicatorie, tra cui la firma dell'artista ("Factor portarum fuit Oderisius harum beneventanus"). 
Oderisio aveva firmato anche le ormai perdute porte in bronzo delle chiese di San Giovanni Battista delle Monache a Capua (1122) e di San Bartolomeo a Benevento (1150). 
Si crede che Oderisio sia anche l'artefice di una delle due ante della porta in bronzo (Janua Major) del Duomo di Benevento.
Infine sono probabilmente da riferire a Oderisio e alla sua bottega due batacchi in bronzo con protomi leonine nella chiesa di Santa Cristina a Sepino, resti di una porta bronzea forse della stessa chiesa.